# Antoine-Labelle
Antoine-Labelle est une municipalité régionale de comté (MRC) du Québec (Canada) situé dans la région administrative des Laurentides. Il s'agit d'un organisme supra municipal au service des municipalités et de leurs citoyens. Elle est nommée en l'honneur d'Antoine Labelle, le curé colonisateur des pays d'en haut.  
Cette MRC a été constituée le 1er janvier 1983 et elle est composée de 17 municipalités: soit 2 villes, 14 municipalités et 1 village. Elle contient aussi 11 territoires non organisés. Son chef-lieu est Mont-Laurier.

## Histoire

### Présence amérindienne
Au début du XVIIe siècle, les Amérindiens que l’on pouvait retrouver sur le territoire de ce qui sera plus tard le comté de Labelle provenaient de la nation des Algonquins inférieurs, plus précisément du groupe des Weskarinis (aussi appelés par les gens de la Nouvelle-France la Petite-Nation). 
Ce groupe « […] parcourait un vaste territoire baigné par les eaux de la rivière de la Petite Nation, et par celles de la Rouge et de la Lièvre, certainement, et probablement aussi par celles de la Nord ». 
Donc, il n’y avait vraisemblablement pas d’occupation permanente du sol par les Weskarinis, un peuple utilisait ce territoire pour chasser et pêcher durant la saison hivernale. 
De même, au Nord de la rivière des Outaouais, où débutaient les rivières Gatineau et la Lièvre, un autre groupe de la nation algonquine, les Têtes-de-Boule (Attikameks), venaient pratiquer les mêmes activités dans la Haute-Lièvre.
Les guerres iroquoises décimeront et dispersant ces Amérindiens si bien, qu’au cours des années 1650, on n’en remarquera plus la présence sur le territoire. Cependant, des Algonquins reviendront vers les années 1730, après la signature de la Grande Paix de Montréal repoussés dans les vallées de la Rouge et de la Lièvre par « la montée de l’industrie forestière et le déploiement du mouvement de colonisation […] ». 
Finalement, la colonisation s’enfonçant toujours plus loin dans le nord des Hautes-Laurentides à la fin du XIXe siècle et au début du XXe siècle, elle aura raison de l’« […] l’occupation amérindienne de type traditionnelle sur ce territoire ». 
Ainsi, les Algonquins sur le territoire soit se sont adaptés au mode vie des colons, soit sont partis vivre une partie de l'année dans la réserve de Kitigan Zibi au Maniwaki, réserve destinée aux Anishinabeg.

### La colonisation avec le curé Labelle
Au niveau national, l’époque du curé Labelle a été grandement marquée par l’émigration massive de Canadiens-français vers les États-Unis. En fait, entre 1850 et 1890, 580 000 habitants francophones quittèrent le pays, espérant trouver ailleurs de meilleures conditions de vie.
Avant l’arrivée de la mobilisation en faveur de la colonisation des Hautes-Laurentides, mouvement mené par le curé Labelle, le territoire du futur canton de Labelle n’est occupé de manière permanente que par les fermes de ravitaillement érigées par les marchands de bois. Ces fermes sont construites à différents endroits le long des rivières Rouge (les fermes « d’en-bas », « du milieu » et « d’en-haut », qui deviendront respectivement Labelle, L’Annonciation et l’Ascension) et du Lièvre (les plus importantes étant les fermes de la Montagne, Rouge, des Lacaux et des Pins, qui donneront naissance respectivement à Ferme-Neuve, Kiamika, Notre-Dame de Pontmain et Notre-Dame du Laus). En effet, à partir de 1835, l’exploitation forestière envahira les Hautes-Laurentides pour finalement monopoliser, pour ainsi dire, tout le territoire grâce à l’obtention d’énormes concessions de terres boisées par la loi provinciale plutôt généreuse.
En promouvant la colonisation de la Haute-Lièvre et de la Rouge à partir de 1879, « c’est donc un mouvement de squatters, au sens strict, que Labelle mène et il aura plusieurs fois maille à partir avec ces puissantes compagnies qui contribuent pour une part substantielle au trésor public et alimentent généreusement les caisses électorales des partis politiques ». Cette année-là, « le curé Labelle fonde la Société de colonisation du diocèse de Montréal pour assurer des moyens de financement à la colonisation dans les Laurentides ». C’est à cette époque que le village de la Chute-aux-Iroquois (qui deviendra plus tard Labelle) sera fondé, L'Annonciation quelques années plus tard, la paroisse de L'Ascension en 1884 et Nominingue recevra ses premiers colons à peu près au même moment. Cette dernière localité était « […] la capitale désignée du royaume nordique de l’apôtre colonisateur », le curé Labelle. Pourtant, le Rapide-de-l’Orignal (aujourd’hui Mont-Laurier), qui accueillera des colons à partir de 1885, réussira à voler la vedette à Nominingue par l’entremise notamment de son curé obstiné et deviendra, au cours des années 1910, la capitale du comté de Labelle avec toutes les institutions se rattachant à ce rôle.
Dans les années 1884-1885, « en peu de temps, de nombreux établissements bordent les deux rives de la Lièvre sur une longueur de vingt kilomètres et une profondeur de deux rangs. Déjà, on s’établit en montant vers Ferme-Neuve. En direction sud, entre Wells et Kiamika, la colonisation a démarré à la même époque ».
Les fermes des compagnies forestières, qui sont abandonnées lorsque la coupe du territoire est terminée, deviennent dans bien des cas des noyaux de paroisses ou de villages, alors que l’espace défriché, laissé par l’abattage des arbres, donne un endroit propice aux colons pour s’installer,.

### Les premières infrastructures de transport
Pendant plusieurs années, la rivière du Lièvre sera le seul « chemin » pour se rendre à Mont-Laurier, aucune route sur terre ne reliant la rivière Rouge à la Lièvre. Le tout changea en 1885, alors que l’on procéda à l’ouverture d’un chemin de colonisation, le chemin Chapleau. Ce dernier permettait d’atteindre la région de Mont-Laurier à partir de la Chute-aux-Iroquoi (Labelle) jusqu’à la Ferme-Rouge, en passant par Nominingue. « Cette route sera véritablement providentielle pour la colonisation car, à peine terminée, la vallée de la Lièvre connaîtra un premier essor agricole alors que les premiers colons arrivent en exploration dans la région du rapide de l’Orignal […]. ». Plus tard, en 1905, un autre chemin de colonisation sera ouvert entre Nominingue et Ferme-Neuve, mais sans passer par Rapide-de-l’Orignal. Le chemin Goin n’aura par contre jamais des retombées de l’ampleur du chemin Chapleau.
En ce qui concerne le chemin de fer entre Montréal et Mont-Laurier, c’est d’abord sous l’impulsion du curé Labelle qu’il sera prolongé, mais pas aussi vite que l’homme le souhait. Ainsi, ce n’est qu’en 1893, soit deux ans après la mort du curé que « […] les rails arrivent jusqu’à la Chute-aux-Iroquois, sur la rivière Rouge ». Puis, en 1904, on peut se rendre en train jusqu’à Nominingue, alors que Mont-Laurier devra attendre 1909 pour obtenir sa gare qui sera finalement le terminus de cette ligne. Le « P’tit train du Nord » comme on l’appelait familièrement apporta avec lui son lot de nouveaux colons et fit prospérer la localité qui servit de terminus tout au long de sa progression vers le nord.
Le train devra ensuite céder graduellement sa place aux routes et aux automobiles à partir des années 1920. Ainsi, une « route régionale » (route 11, l’actuelle tracée de la 117) gravelée reliera Montréal à Mont-Laurier, faisant suite aux piteux chemins de colonisation. Par contre, le comté de Labelle demeurait encore très éloigné, «  […] d’accès très risqué pour l’automobile sur des chemins que les saisons se plaisaient à détériorer et à rendre souvent complètement impraticables. […] il faudra attendre les lendemains de la Deuxième Guerre mondiale avant que les autorités provinciales n’envisagent sérieusement de doter la route 11 d’un pavage permanent dans le comté de Labelle ». Tout de même, au début des années 1930, Mont-Laurier pourra enfin communiquer avec l’Outaouais, jusqu’à Hull, par une route gravelée. Une décennie plus tard, une route reliera la capitale du comté de Labelle à la région de l’Abitibi, jusqu’à Senneterre. Finalement, au début des années 1980, on procéda à des « […] travaux de transformation de la vieille route 117, au-delà de Saint-Jovite, en un chemin moderne, large de quatre voies et encadré d’un décor panoramique ».

### Du comté de Labelle à la MRC d’Antoine-Labelle
Jusqu’en 1912, le territoire de l’actuelle MRC faisait partie du comté d’Ottawa avec tous les cantons de l’Outaouais. Ensuite, le comté d’Ottawa se divisera en deux et le comté de Labelle (aux limites plus étendue que la MRC) naîtra de cette scission. Le découpage et l’organisation territorial que l’on connaît aujourd’hui, remonte au 1er janvier 1983, alors que la MRC d’Antoine-Labelle a été créée. Toutefois, à l’époque, celle-ci était une partie de la région administrative de l’Outaouais, mais bien vite, en 1984, elle en sera détachée pour être rattachée à la région des Laurentides, à la suite de consultations avec la population et des représentants.
Après une forte mouvance de colonisation dans le comté Labelle, les années 1920 amèneront un vent de stagnation, alors que la région fait place à nouvelle région de colonisation vedette : l’Abitibi. « Le comté de Labelle semblait de plus en plus relégué aux oubliettes par le mouvement de colonisation, mais la crise économique viendra attiser un temps encore le reste de braise qui brûlait toujours sous les cendres, dans les années de la décennie 1930. ». La fin de la Seconde Guerre mondiale sonnera le glas du dépeuplement et les habitants du comté émigreront vers Montréal ou les Basses-Laurentides, là où l’industrialisation gagne certaines localités. En fait, jusqu’à aujourd’hui, si quelques villes et villages dans la Rouge ont réussi à attirer de nouveaux habitants, c’est grâce à l’arrivée dans la région de quelques institutions permettant de les employer. Dans la lièvre, Mont-Laurier s’en est plutôt bien sorti jusqu’à maintenant en vertu de son « […] rôle sous-régional vital dans une vallée de la Haute-Lièvre isolée dans grands centres urbains ».

## Géographie
Sa superficie de (14 977 km2), dont 10 000 km2 sont constitués de territoires non-municipalisés, représente 73 % de la superficie de la région administrative des Laurentides . La MRC est bordée au nord par la MRC du Haut Saint-Maurice, à l’ouest, par la MRC de la Vallée-de-la-Gatineau, à l’est, par la MRC de Matawinie et au sud, par la MRC des Laurentides et de Papineau. Ainsi, la MRC d’Antoine-Labelle touche à la fois, la région administrative de l’Outaouais et celle de Lanaudière.

### Entités territoriales
La MRC est constituée de dix-sept municipalités locales et de onze territoires non organisés. 
| Nom                        | Statut                  | Population 2021 | Superficie (km2) | Densité (h/km2) | Ref. |
| -------------------------- | ----------------------- | --------------- | ---------------- | --------------- | ---- |
| Baie-des-Chaloupes         | Territoire non organisé | 0               | 954,5            | 0               |      |
| Chute-Saint-Philippe       | Municipalité            | 1 039           | 321,4            | 3,23            |      |
| Ferme-Neuve                | Municipalité            | 2 716           | 875,1            | 3,1             |      |
| Kiamika                    | Municipalité            | 790             | 362,4            | 2,18            |      |
| L'Ascension                | Municipalité            | 899             | 351,6            | 2,56            |      |
| La Macaza                  | Municipalité            | 1 094           | 175,5            | 6,23            |      |
| Lac-Akonapwehikan          | Territoire non organisé | 0               | 16,5             | 0               |      |
| Lac-Bazinet                | Territoire non organisé | 0               | 1 685,5          | 0               |      |
| Lac-De La Bidière          | Territoire non organisé | 0               | 1 665,9          | 0               |      |
| Lac-Douaire                | Territoire non organisé | 5               | 2 120,8          | 0               |      |
| Lac-Ernest                 | Territoire non organisé | 0               | 381,5            | 0               |      |
| Lac-Marguerite             | Territoire non organisé | 0               | 923              | 0               |      |
| Lac-Oscar                  | Territoire non organisé | 0               | 1 810,9          | 0               |      |
| Lac-Saguay                 | Municipalité de village | 526             | 184,9            | 2,84            |      |
| Lac-Saint-Paul             | Municipalité            | 525             | 184,5            | 2,85            |      |
| Lac-Wagwabika              | Territoire non organisé | 0               | 5,6              | 0               |      |
| Lac-de-la-Maison-de-Pierre | Territoire non organisé | 0               | 488,1            | 0               |      |
| Lac-de-la-Pomme            | Territoire non organisé | 0               | 56,8             | 0               |      |
| Lac-des-Écorces            | Municipalité            | 2 885           | 155,5            | 18,55           |      |
| Lac-du-Cerf                | Municipalité            | 445             | 94,4             | 4,71            |      |
| Mont-Laurier               | Ville                   | 13 779          | 632,5            | 21,78           |      |
| Mont-Saint-Michel          | Municipalité            | 581             | 144,3            | 4,03            |      |
| Nominingue                 | Municipalité            | 2 255           | 360,1            | 6,26            |      |
| Notre-Dame-de-Pontmain     | Municipalité            | 790             | 295              | 2,68            |      |
| Notre-Dame-du-Laus         | Municipalité            | 1 730           | 958,5            | 1,8             |      |
| Rivière-Rouge              | Ville                   | 4 645           | 498,4            | 9,32            |      |
| Saint-Aimé-du-Lac-des-Îles | Municipalité            | 815             | 181,6            | 4,49            |      |
| Sainte-Anne-du-Lac         | Municipalité            | 556             | 344,7            | 1,61            |      |
| Total                      | Total                   | 36 462          | 14 976,99        | 2,43            |      |

## Démographie
| 1986   | 1991   | 1996   | 2001   | 2006   | 2011   | 2016   | 2021   |
| ------ | ------ | ------ | ------ | ------ | ------ | ------ | ------ |
| 30 906 | 32 019 | 33 904 | 33 456 | 34 999 | 35 159 | 35 243 | 36 462 |

## Administration
Organisme supra municipal

### Liste des préfets de 1990 à maintenant
| Période                                  | Période  | Identité              | Étiquette                          | Qualité |
| ---------------------------------------- | -------- | --------------------- | ---------------------------------- | ------- |
| 1990                                     | 1995     | Jean-Pierre Jolicoeur | Maire de Chute-Saint-Philippe      |         |
| 1996                                     | 2001     | Jacques Brisebois     | Maire de Mont-Laurier              |         |
| 2001                                     | 2005     | André Brunet          | Maire de Lac-des-Écorces           |         |
| 2005                                     | 2013     | Roger Lapointe        | Maire de Mont-Saint-Michel         |         |
| 2013                                     | 2017     | Lyz Beaulieu          | Mairesse de Notre-Dame-de-Pontmain |         |
| 2017                                     | 2021     | Gilbert Pilote        | Maire de Ferme-Neuve               |         |
| 2021                                     | En cours | Daniel Bourdon        | Maire de Mont-Laurier              |         |
| Les données manquantes sont à compléter. |          |                       |                                    |         |

## Éducation
Commission scolaire Pierre-Neveu

## Prix et reconnaissances
La MRC d'Antoine-Labelle a reçu des prix et des reconnaissances, dont :

### 2023
- Mention spéciale Sensibilisation - Prix Action patrimoine[22]